# Симферополь — Феодосия (автодорога)
Автодорога 35К-003 — автомобильная дорога регионального значения в Республике Крым (согласно административно-территориальному делению Украины — Автономной Республики Крым), протяжённостью 109,6 километра, проходящей по маршруту Симферополь — Феодосия (на Украине — также статус региональной дороги и обозначение Р-23. По советской классификации — «М-25», затем «М-17».

## География
Трасса начинается в Симферополе проспектом Победы, недавно ещё носившим название «Феодосийское шоссе». Описаний участка до Белогорска практически нет — упоминается, что дорога идёт степью, перечисляя только пересекаемые реки — притоки Салгира добавляя, что «особеннаго интереса не представляет». Даже упоминаемые в путеводителях достопримечательности находятся в стороне от шоссе. По описанному отрезку проложен 4 участок федеральной трассы «Таврида». После Белогорска шоссе проходит по понижению между Внутренней и Главной грядами Крымских гор, поворачивает к юго-востоку, огибая массив Кубалач и, после подъёма на седловину горы Агармыш (расположена севернее) спускается к Старому Крыму, после которого, уже степью, доходит до Феодосии, где заканчивается «Симферопольским шоссе».
От шоссе отходит множество дорог, как значительных межрайонных, так и ведущих в прилегающие населённые пункты.

## История
Современную дорогу на Феодосию можно условно разделить на две части — старую и новую. Старая часть, до Карасубазара, видимо, существовала с древности, связывая важные центры Крымского ханства. Известно, что по ней лежал путь Екатерины II во время её путешествия в Крым. На первой, более-менее достоверной российской карте генерал-майора Мухина 1817 года дорога уже обозначена практически на месте современной. В «Списке населённых мест Таврической губернии по сведениям 1864 года» описана «почтовая дорога из Симферополя в Карасубазар», на которой на то время располагалось лишь одно село — Зуя и 2 хутора. Второй участок «старой», тоже почтовой дороги, от Карагоза до Феодосии, также сохранил первоначальное направление и отмечен сохранившимися кое-где Екатерининскими милями.

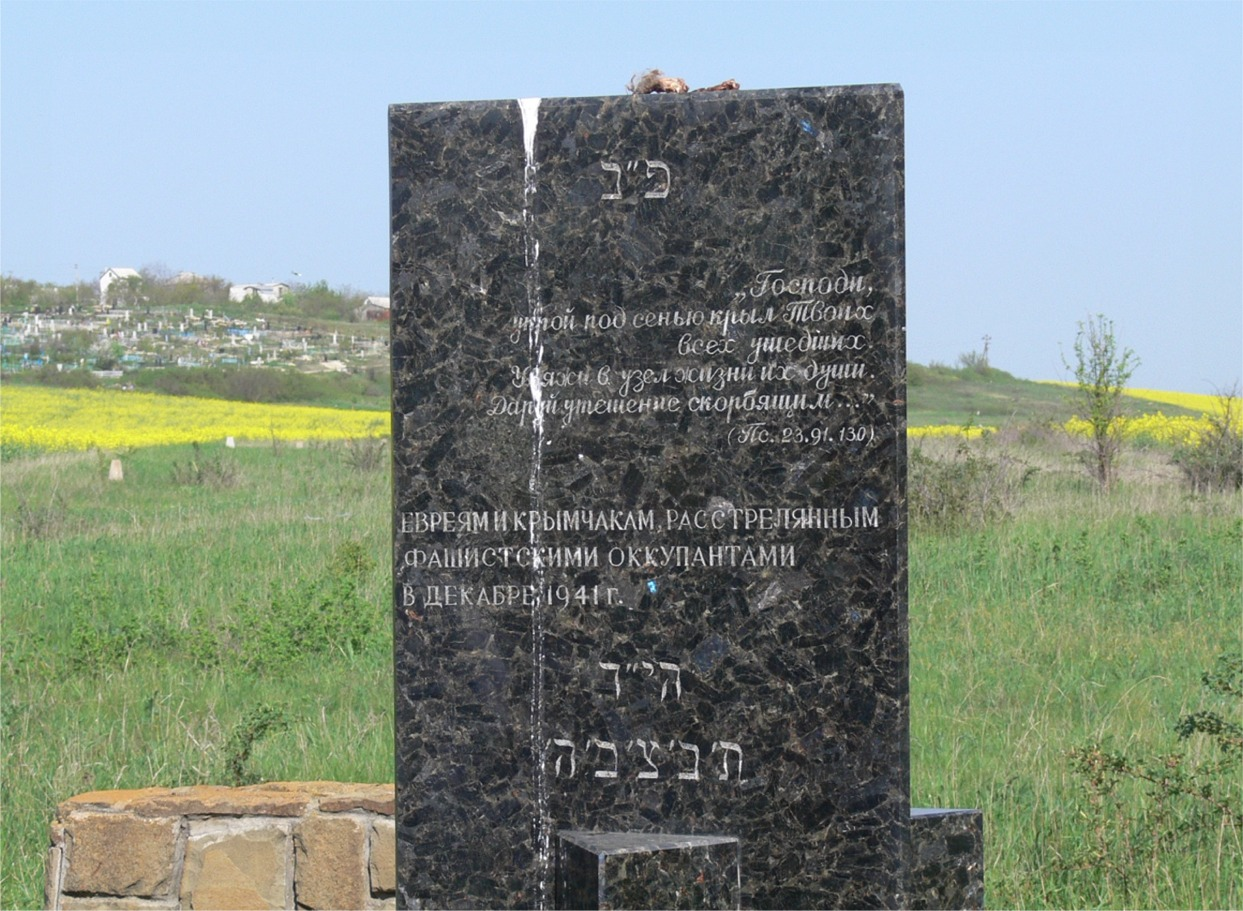
Обелиск на 10 км Феодосийского шоссе жертвам расстрелов декабря 1941 года.

Другая часть трассы — от Белогорска до Старого Крыма, судя по доступным источникам, проложена в конце XIX века: ещё на картах 1876 года отмечены лишь многочисленные просёлки, соединяющие лежащие в тех краях деревни, а уже на верстовке 1890 года обозначена практически совпадающая с современной дорога — «вновь сооруженное прекрасное двускатное казённое шоссе» с регулярным мальпостным, а в начале XX века и автомобильным сообщением на всём протяжении (в «Полном географическом описании нашего отечества…» 1910 года написано, что дорога ещё «заканчивается строительством»). Покрытие изначально делалось из местных известняковых материаллов, не обладающих достаточной прочностью, потому дорога требовала постоянного ухода и ремонта. Только в 1938 году в план третьей пятилетки было заложено гудронирование шоссе, осуществить которое помешала война. До реконструкции, проведенной в послевоенные годы, шоссе между Радостным и Тополевкой проходило ниже, извиваясь по дну долины.
После занятия Симферополя, 9—13 декабря 1941 года подразделения айнзатцгруппы «Д» группами вывозили евреев из сборных пунктов и расстреливали — в основном, на 10-м километре шоссе Симферополь-Феодосия у противотанкового рва. Ныне место казни отмечено мемориалом на обочине шоссе. Всего тогда были расстреляны около 10 600 евреев и 1500 крымчаков.
Асфальтирование дороги было осуществлено в 1950-х годах. Тогда ширина полотна составляла 6 метров, которое к 1970-м годам было расширено до 9. Последний «советский» ремонт был проведён в 1974 году, следующий — в 2015.